# الكلابات
قرية الكلابات هي إحدى القرى التابعة لمركز الفتح في محافظة أسيوط في جمهورية مصر العربية. حسب إحصاءات سنة 2006، بلغ إجمالي السكان في الكلابات 5896 نسمة، منهم 2953 رجلا و2943 امرأة.